# Moadon Kaduregel Maccabi Natanya
Il Moadon Kaduregel Maccabi Natanya (in ebraico מועדון כדורגל מכבי נתניה‎?), meglio noto come Maccabi Natanya, è una società calcistica israeliana con sede nella città di Natanya, militante nella Ligat ha'Al, la massima serie del campionato di calcio israeliano.

## Storia
Fondato nel 1934, il Maccabi Natanya è uno dei club storici di Israele, con alle spalle oltre 40 stagioni in prima divisione, 5 titoli nazionali e 1 Coppa di Stato. Il club dominò la scena nazionale tra gli anni settanta e la prima metà degli anni ottanta, ove si collocano tutti i suoi principali successi.
Gli anni a seguire sono stati assai meno ricchi di successi per i "diamanti" (come sono soprannominati i calciatori del Maccabi, che ha un diamante nel proprio stemma). Ultimamente l'acquisto della società da parte di Daniel Jammer, uomo d'affari ebreo-tedesco, ha riportato lustro al Maccabi, che grazie ai nuovi acquisti ha colto un beneaugurante secondo posto nella Ligat ha'Al 2006-07.
Nella UEFA Conference League 2022-2023, dove la squadra parte dal secondo turno, incontrano i quotati turchi dell'Istanbul Basakhseir; all'andata riescono a pareggiare 1-1, segnando dopo soli 2 minuti, ma al ritorno perdono 0-1 e vengono eliminati.

## Organico

### Rosa 2024-2025
Aggiornata al 30 agosto 2024.
| N. |                     | Ruolo | Calciatore         |
| -- | ------------------- | ----- | ------------------ |
| 1  | Israele (bandiera)  | P     | Raz Karmi          |
| 2  | Israele (bandiera)  | D     | Ido Vaier          |
| 6  | Israele (bandiera)  | C     | Omri Gandelman     |
| 7  | Israele (bandiera)  | C     | Maxim Plakuschenko |
| 9  | Israele (bandiera)  | A     | Yaniv Mizrahi      |
| 10 | Israele (bandiera)  | A     | Amir Berkovich     |
| 11 | Serbia (bandiera)   | A     | Igor Zlatanović    |
| 12 | Israele (bandiera)  | C     | Yuval Sade         |
| 15 | Israele (bandiera)  | C     | Aviv Avraham       |
| 17 | Serbia (bandiera)   | D     | Zlatan Šehović     |
| 18 | Israele (bandiera)  | A     | Hen Ezra           |
| 22 | Israele (bandiera)  | P     | Adi Nasa           |
| 23 | Israele (bandiera)  | C     | Yuval Ashkenazi    |
| 24 | Camerun (bandiera)  | C     | Boris Enow         |
| 25 | Bulgaria (bandiera) | D     | Plamen Gălăbov     |

| N. |                           | Ruolo | Calciatore       |
| -- | ------------------------- | ----- | ---------------- |
| 25 | Israele (bandiera)        | A     | Ihab Abu Alshech |
| 26 | Israele (bandiera)        | D     | Karem Jaber      |
| 27 | Ghana (bandiera)          | A     | Patrick Twumasi  |
| 28 | Costa d'Avorio (bandiera) | C     | Parfait Guiagon  |
| 31 | Gambia (bandiera)         | D     | Omar Gaye        |
| 36 | Israele (bandiera)        | A     | Liroy Gabay      |
| 72 | Israele (bandiera)        | C     | Eden Karzev      |
| 82 | Israele (bandiera)        | P     | Dani Amos        |
| 92 | Israele (bandiera)        | D     | Raz Meir         |
|    | Israele (bandiera)        | D     | Joel Abu Hanna   |
|    | Israele (bandiera)        | D     | Lenny Zvi Aharon |
|    | Israele (bandiera)        | A     | Ron Ashkenazi    |
|    | Guinea-Bissau (bandiera)  | C     | Janio Bikel      |
|    | Portogallo (bandiera)     | A     | Heri             |
|    | Camerun (bandiera)        | D     | Mohammed Djetei  |

### Rosa 2023-2024
Aggiornata al 30 gennaio 2024.
| N. |                    | Ruolo | Calciatore         |
| -- | ------------------ | ----- | ------------------ |
| 1  | Israele (bandiera) | P     | Raz Karmi          |
| 2  | Israele (bandiera) | D     | Ido Vaier          |
| 4  | Israele (bandiera) | D     | Raz Shlomo         |
| 5  | Israele (bandiera) | D     | Shir Tzedek        |
| 6  | Israele (bandiera) | C     | Omri Gandelman     |
| 7  | Israele (bandiera) | C     | Maxim Plakuschenko |
| 9  | Israele (bandiera) | A     | Yaniv Mizrahi      |
| 10 | Israele (bandiera) | A     | Amir Berkovich     |
| 11 | Serbia (bandiera)  | A     | Igor Zlatanović    |
| 12 | Israele (bandiera) | C     | Yuval Sade         |
| 15 | Israele (bandiera) | C     | Aviv Avraham       |
| 17 | Serbia (bandiera)  | D     | Zlatan Šehović     |
| 18 | Israele (bandiera) | A     | Hen Ezra           |
| 22 | Israele (bandiera) | P     | Adi Nasa           |
| 23 | Israele (bandiera) | C     | Yuval Ashkenazi    |

| N. |                           | Ruolo | Calciatore       |
| -- | ------------------------- | ----- | ---------------- |
| 24 | Camerun (bandiera)        | C     | Boris Enow       |
| 25 | Bulgaria (bandiera)       | D     | Plamen Gălăbov   |
| 25 | Israele (bandiera)        | A     | Ihab Abu Alshech |
| 26 | Israele (bandiera)        | D     | Karem Jaber      |
| 27 | Ghana (bandiera)          | A     | Patrick Twumasi  |
| 28 | Costa d'Avorio (bandiera) | C     | Parfait Guiagon  |
| 31 | Gambia (bandiera)         | D     | Omar Gaye        |
| 36 | Israele (bandiera)        | A     | Liroy Gabay      |
| 72 | Israele (bandiera)        | C     | Eden Karzev      |
| 82 | Israele (bandiera)        | P     | Dani Amos        |
|    | Israele (bandiera)        | D     | Joel Abu Hanna   |
|    | Israele (bandiera)        | D     | Lenny Zvi Aharon |
|    | Israele (bandiera)        | A     | Ron Ashkenazi    |
|    | Portogallo (bandiera)     | A     | Heri             |

### Rosa 2022-2023
Aggiornata al 10 marzo 2023.
| N. |                    | Ruolo | Calciatore      |
| -- | ------------------ | ----- | --------------- |
| 1  | Israele (bandiera) | P     | Raz Karmi       |
| 2  | Israele (bandiera) | D     | Ido Vaier       |
| 4  | Israele (bandiera) | D     | Raz Shlomo      |
| 5  | Israele (bandiera) | D     | Shir Tzedek     |
| 6  | Israele (bandiera) | C     | Omri Gandelman  |
| 7  | Israele (bandiera) | D     | Shay Konstantin |
| 9  | Israele (bandiera) | A     | Yaniv Mizrahi   |
| 10 | Israele (bandiera) | A     | Amir Berkovich  |
| 11 | Serbia (bandiera)  | A     | Igor Zlatanović |
| 12 | Israele (bandiera) | C     | Yuval Sade      |
| 15 | Israele (bandiera) | C     | Aviv Avraham    |
| 17 | Serbia (bandiera)  | D     | Zlatan Šehović  |
| 18 | Israele (bandiera) | A     | Hen Ezra        |
| 22 | Israele (bandiera) | P     | Adi Nasa        |

| N. |                           | Ruolo | Calciatore       |
| -- | ------------------------- | ----- | ---------------- |
| 23 | Israele (bandiera)        | C     | Yuval Ashkenazi  |
| 24 | Camerun (bandiera)        | C     | Boris Enow       |
| 25 | Bulgaria (bandiera)       | D     | Plamen Gălăbov   |
| 25 | Israele (bandiera)        | A     | Ihab Abu Alshech |
| 26 | Israele (bandiera)        | D     | Karem Jaber      |
| 27 | Ghana (bandiera)          | A     | Patrick Twumasi  |
| 28 | Costa d'Avorio (bandiera) | C     | Parfait Guiagon  |
| 31 | Gambia (bandiera)         | D     | Omar Gaye        |
| 36 | Israele (bandiera)        | A     | Liroy Gabay      |
| 72 | Israele (bandiera)        | C     | Eden Karzev      |
| 82 | Israele (bandiera)        | P     | Dani Amos        |
|    | Israele (bandiera)        | D     | Joel Abu Hanna   |
|    | Israele (bandiera)        | D     | Lenny Zvi Aharon |
|    | Israele (bandiera)        | A     | Ron Ashkenazi    |

### Rosa 2021-2022
Aggiornata al 20 aprile 2022.
| N. |                    | Ruolo | Calciatore      |
| -- | ------------------ | ----- | --------------- |
| 1  | Israele (bandiera) | P     | Raz Karmi       |
| 2  | Israele (bandiera) | D     | Ido Vaier       |
| 4  | Israele (bandiera) | D     | Raz Shlomo      |
| 5  | Israele (bandiera) | D     | Shir Tzedek     |
| 6  | Israele (bandiera) | C     | Omri Gandelman  |
| 7  | Israele (bandiera) | D     | Shay Konstantin |
| 9  | Israele (bandiera) | A     | Yaniv Mizrahi   |
| 10 | Israele (bandiera) | A     | Amir Berkovich  |
| 11 | Serbia (bandiera)  | A     | Igor Zlatanović |
| 12 | Israele (bandiera) | C     | Yuval Sade      |
| 15 | Israele (bandiera) | C     | Aviv Avraham    |
| 17 | Serbia (bandiera)  | D     | Zlatan Šehović  |
| 18 | Israele (bandiera) | A     | Hen Ezra        |
| 22 | Israele (bandiera) | P     | Adi Nasa        |

| N. |                           | Ruolo | Calciatore       |
| -- | ------------------------- | ----- | ---------------- |
| 23 | Israele (bandiera)        | C     | Yuval Ashkenazi  |
| 24 | Camerun (bandiera)        | C     | Boris Enow       |
| 25 | Bulgaria (bandiera)       | D     | Plamen Gălăbov   |
| 25 | Israele (bandiera)        | A     | Ihab Abu Alshech |
| 26 | Israele (bandiera)        | D     | Karem Jaber      |
| 27 | Ghana (bandiera)          | A     | Patrick Twumasi  |
| 28 | Costa d'Avorio (bandiera) | C     | Parfait Guiagon  |
| 31 | Gambia (bandiera)         | D     | Omar Gaye        |
| 36 | Israele (bandiera)        | A     | Liroy Gabay      |
| 72 | Israele (bandiera)        | C     | Eden Karzev      |
| 82 | Israele (bandiera)        | P     | Dani Amos        |
|    | Israele (bandiera)        | D     | Joel Abu Hanna   |
|    | Israele (bandiera)        | D     | Lenny Zvi Aharon |
|    | Israele (bandiera)        | A     | Ron Ashkenazi    |

### Rosa 2020-2021
| N. |                           | Ruolo | Calciatore             |
| -- | ------------------------- | ----- | ---------------------- |
| 1  | Israele (bandiera)        | P     | Raz Karmi              |
| 2  | Israele (bandiera)        | D     | Ido Vaier              |
| 3  | Israele (bandiera)        | D     | Rotem Keller           |
| 5  | Israele (bandiera)        | D     | Shir Tzedek            |
| 6  | Israele (bandiera)        | C     | Omri Gandelman         |
| 7  | Costa d'Avorio (bandiera) | A     | Aboubacar Doumbia      |
| 8  | Israele (bandiera)        | C     | Almog Cohen (capitano) |
| 12 | Israele (bandiera)        | D     | Yuval Sade             |
| 14 | Israele (bandiera)        | A     | Roy Korine             |
| 15 | Israele (bandiera)        | C     | Aviv Avraham           |
| 17 | Serbia (bandiera)         | D     | Zlatan Šehović         |
| 18 | Israele (bandiera)        | C     | Hen Ezra               |
| 19 | Israele (bandiera)        | D     | Matan Levy             |
| 20 | Israele (bandiera)        | D     | Dolev Azulay           |

| N. |                           | Ruolo | Calciatore           |
| -- | ------------------------- | ----- | -------------------- |
| 22 | Israele (bandiera)        | P     | Roy Leib             |
| 23 | Israele (bandiera)        | C     | Eylon Yerushalmi     |
| 24 | Paesi Bassi (bandiera)    | D     | Kellian van der Kaap |
| 25 | Costa d'Avorio (bandiera) | A     | Fernand Gouré        |
| 26 | Israele (bandiera)        | D     | Karem Jaber          |
| 27 | Israele (bandiera)        | C     | Amir Berkovic        |
| 28 | Israele (bandiera)        | C     | Elad Shahaf          |
| 29 | Israele (bandiera)        | A     | Ron Ashkenazi        |
| 30 | Israele (bandiera)        | C     | Aviv Kanarik         |
| 36 | Israele (bandiera)        | C     | Gabi Kanichowsky     |
| 77 | Israele (bandiera)        | D     | Shay Konstantini     |
| 82 | Israele (bandiera)        | P     | Danny Amos           |
|    | Israele (bandiera)        | A     | Yaniv Mizrahi        |
|    | Israele (bandiera)        | A     | Mamoon Qashoua       |

### Rosa 2019-2020
| N. |                    | Ruolo | Calciatore             |
| -- | ------------------ | ----- | ---------------------- |
| 1  | Israele (bandiera) | P     | Raz Carmi              |
| 2  | Israele (bandiera) | D     | Viki Kahlon            |
| 4  | Israele (bandiera) | D     | Muhammed Zbidat        |
| 6  | Israele (bandiera) | D     | Tzlil Nehemia          |
| 8  | Israele (bandiera) | C     | Almog Cohen (capitano) |
| 10 | Israele (bandiera) | A     | Guy Melamed            |
| 11 | Israele (bandiera) | A     | Yonas Malede           |
| 15 | Israele (bandiera) | C     | Aviv Avraham           |
| 17 | Serbia (bandiera)  | D     | Zlatan Šehović         |
| 18 | Israele (bandiera) | C     | Hen Ezra               |
| 20 | Israele (bandiera) | D     | Dolev Azulay           |

| N. |                       | Ruolo | Calciatore          |
| -- | --------------------- | ----- | ------------------- |
| 21 | Montenegro (bandiera) | A     | Fatos Bećiraj       |
| 22 | Israele (bandiera)    | P     | Roi Beigel          |
| 24 | Israele (bandiera)    | C     | Omri Gandelman      |
| 29 | Israele (bandiera)    | A     | Ron Ashkenazi       |
| 30 | Israele (bandiera)    | C     | Stav Finish         |
| 31 | Germania (bandiera)   | D     | Tim Heubach         |
| 36 | Israele (bandiera)    | C     | Gavriel Kanichowsky |
| 77 | Argentina (bandiera)  | C     | Nico Olsak          |
| 82 | Israele (bandiera)    | P     | Danny Amos          |
| 90 | Israele (bandiera)    | C     | Roi Kehat           |
|    | Serbia (bandiera)     | D     | Lazar Ćirković      |

### Stagioni passate
- stagione 2017-2018

## Palmarès

### Competizioni nazionali
- Campionato israeliano: 5

1970-1971, 1973-1974, 1977-1978, 1979-1980, 1982-1983
- Coppa di Israele: 1

1977-1978
- Supercoppa d'Israele: 5  (record)

1971, 1974, 1978, 1980, 1983
- Toto Cup-Leumit: 1

2006-2007
- Liga Leumit: 3

1998-1999, 2013-2014, 2016-2017

### Competizioni internazionali
- Coppa Intertoto: 4

1978, 1980, 1983, 1984

### Altri piazzamenti
- Campionato israeliano:

Secondo posto: 1974-1975, 1981-1982, 1987-1988, 2006-2007, 2007-2008
Terzo posto: 1965-1966, 1968-1969, 1978-1979, 1988-1989
- Coppa d'Israele:

Finalista: 1953-1954, 1969-1970, 2013-2014, 2018-2019, 2022-2023
Semifinalista: 2010-2011, 2023-2024
- Coppa di Lega israeliana:

Finalista: 1986-1987
Semifinalista: 1985-1986, 1987-1988
- Liga Leumit:

Secondo posto: 2004-2005
Terzo posto: 1996-1997